# Jean Chaland
Jean Chaland, född 8 september 1881 i Saint-Chamond, död 23 januari 1973, var en fransk ishockeyspelare. Han var med i det franska laget  kom på femte plats i Ishockey vid olympiska sommarspelen 1920 i Antwerpen.